# امجحوة (لودر)

تعديل مصدري - تعديل

امجحوة هي إحدى قرى عزلة زارة بمديرية لودر التابعة لمحافظة أبين، بلغ تعداد سكانها 279 نسمة حسب تعداد اليمن لعام 2004.